# Про кольорове світло подвійних зір і деяких інших небесних світил

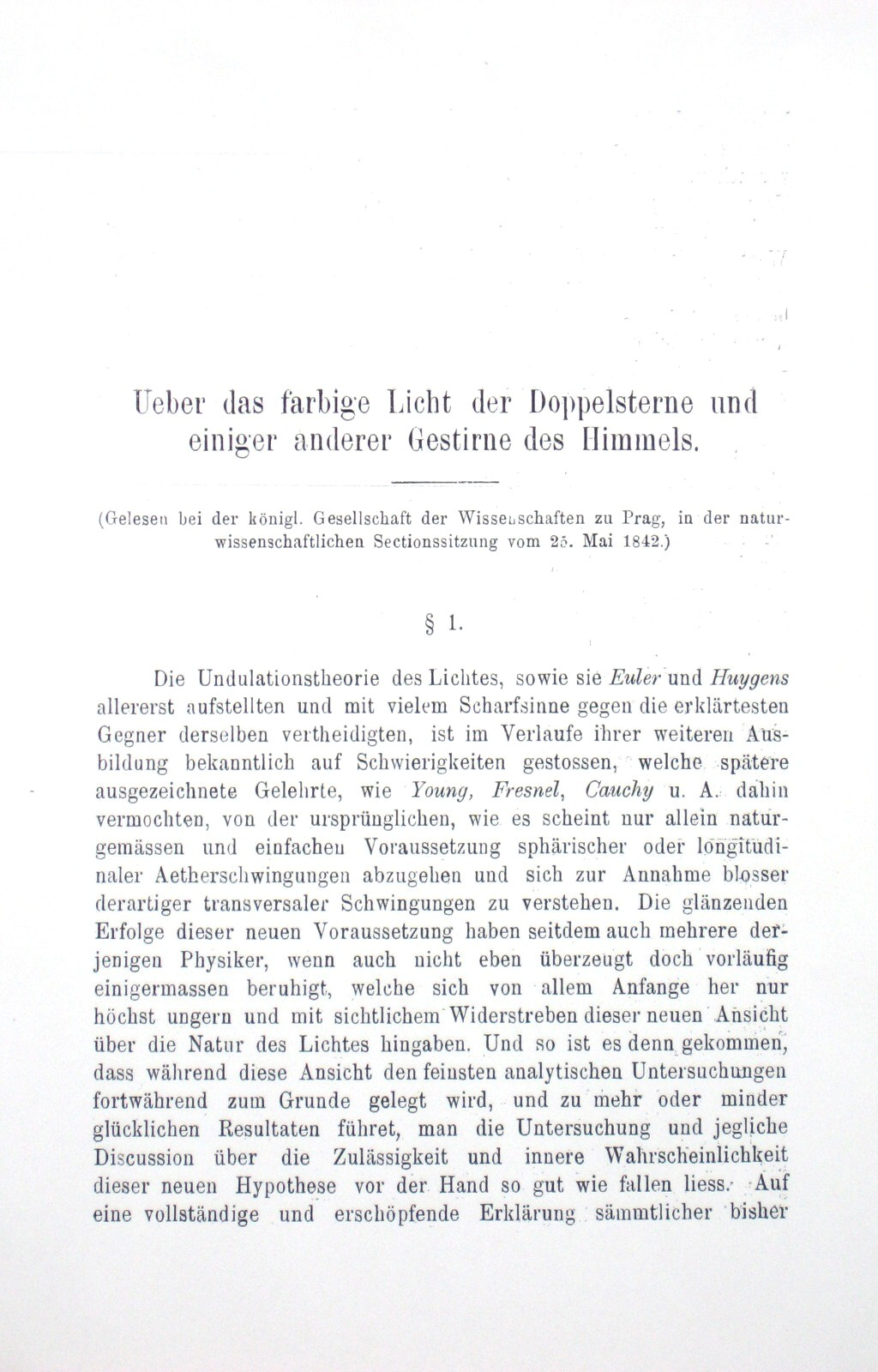
Перша сторінка

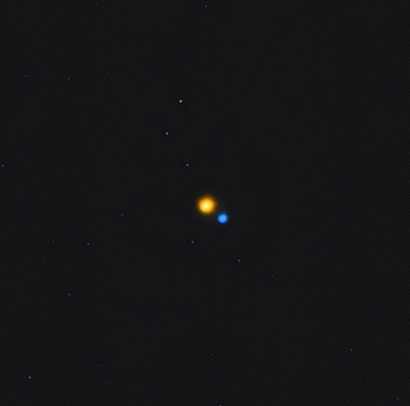
Альбірео, добре відома кольорова подвійна зоря

«Про кольорове світло подвійних зір і деяких інших небесних світил» (нім. Über das farbige Licht der Doppelsterne und einiger anderer Gestirne des Himmels) — трактат Крістіана Доплера 1842 року, в якому він вперше постулював, що спостережувана частота хвилі змінюється через рух джерела або спостерігача, що тепер відомо як ефект Доплера. Оригінальний німецький текст можна знайти у вікіджерелах. Наступний анотований короткий виклад є доповненням до цього оригіналу.

## Назва
Назва «Über das farbige Licht der Doppelsterne und einiger anderer Gestirne des Himmels - Versuch einer das Bradley'sche Aberrations-Theorem als integrirenden Theil in sich schliessenden allgemeineren Theorie» (Про кольорове світло подвійних зір і деяких інших небесних світил — Спроба загальної теорії, складовою частиною якої є теорема Бредлі) уточнює мету: описати гіпотезу ефекту Доплера, застосувати її для пояснення кольорів подвійних зір та встановити зв'язок із зоряною аберацією світла, відкритою Джеймсом Бредлі.

## Зміст
§ 1, у якому Доплер нагадує читачам, що світло — це хвиля, і що існує дискусія щодо того, чи є воно поперечною хвилею, коли частинки ефіру коливаються перпендикулярно до напрямку поширення. Прихильники цієї теорії стверджують, що тільки вона здатна пояснити поляризацію, натомість як її противники вказують, що така механіка ефіру не є природною. Доплер не вибирає сторони, але і повертається до цього питання в § 6.
§ 2 Доплер зауважує, що колір є проявом частоти світлової хвилі в оці спостерігача. Він описує свій принцип, за яким зсув частоти відбувається, коли джерело або спостерігач рухаються. Корабель зустрічає хвилі швидше, коли пливе проти хвиль, ніж коли пливе разом з ними. Те ж саме стосується звуку та світла.
§ 3 Доплер отримує свої рівняння для зсуву частоти у двох випадках:
|    |                                                                 | Рівняння Доплера                            | Сучасне рівняння                       |
| 1. | Спостерігач наближається до нерухомого джерела зі швидкістю vo  | {\displaystyle n/x=(a+\alpha _{\rm {o}})/a} | {\displaystyle f'/f=(c+v_{\rm {o}})/c} |
| 2. | Джерело наближається до нерухомого спостерігача зі швидкістю vs | {\displaystyle n/x=a/(a-\alpha _{\rm {s}})} | {\displaystyle f'/f=c/(c-v_{\rm {s}})} |

§ 4 Доплер розглядає деякі граничні випадки та приклади застосування своєї формули:
| vo = — c     | f'' = 0      | зсув частоти до нечутно низьких тонів                 |
| vs = — c     | f' / f = 0,5 | зсув частоти більш ніж на 1 октаву                    |
| vs = + c     | f'' / f = ∞  | зсув частоти до нечутно високих тонів                 |
| vo = 40 м/с  | до в ре      | нота до переходить в ре                               |
| vo = 5,4 м/с | чверть ноти  | поріг для найкращих спостерігачів з абсолютним слухом |

§ 5 Доплер наводить приклади великих і малих зсувів частоти світла зір. Швидкості виражаються в географічних милях/с (1 географічна миля = 7,42 км), а швидкість світла має округлене значення 42000 миль/с. Доплер припускає, що крайній червоний і крайній фіолетовий є межами видимого спектру, що спектр, випромінюваний зорями, лежить точно між цими межами (за винятком інфрачервоних зір у § 8), і що світло, випромінюване зорями, біле.
| милі/с       | км/с   | |
| vs = — 19000 | 141000 | перехід від крайнього фіолетового до крайнього червоного, і від інших кольорів до невидимого діапазону за крайнім червоним                                                                                                |
| vs = — 5007  | 37200  | перехід від жовтого до крайнього червоного |
| vs = — 1700  | 12600  | перехід від червоного до крайнього червоного |
| vs = — 33    | 244    | поріг зорового сприйняття зміни кольору; зміна від відтінку червоного до наступного відтінку червоного; біла зоря, що наближається, набуває зеленого відтінку; біла зоря, що віддаляється, набуває помаранчевого відтінку |

§ 6 Доплер підсумовує:
- Природний колір зір білий або слабко-жовтий.
- Біла зоря, що наближається з усе більшою швидкістю, послідовно перетворюється на зелену, синю, фіолетову та невидиму (ультрафіолетову).
- Біла зоря, що віддаляється з усе більшою швидкістю, стає жовтою, помаранчевою, червоною та невидимою (інфрачервоною).

Доплер бажає, щоб його теорія зміщення частоти незабаром була перевірена іншим методом визначення радіальної швидкості зір. Він безпідставно вважає, що підтвердження його теорії означатиме, що світло є не поперечною, а поздовжньою хвилею.
§ 7 Доплер стверджує, що його теорія найкраще застосовна до подвійних зір. На його думку, нерухомі зорі білі. У подвійній зорі високі швидкості можуть бути можливими завдяки орбітальному руху, і це надає кольору подвійним системам. Доплер ділить подвійні системи на дві групи: (1) подвійні зорі неоднакової яскравості; і (2) подвійні зорі однакової яскравості. Його інтерпретація така: у випадку (1) яскравіша зоря є важчою, слабша зоря обертається навколо неї; у випадку (2) обидві зорі обертаються навколо центру мас посередині між ними або навколо темної третьої зорі. У випадку (2) кольори зазвичай є додатковими. Доплер виключає, що насичені додаткові кольори подвійних систем є оптичною ілюзією, тому що астроном сказав йому, що він спостерігав, як покриття однієї зорі не змінює відчуття кольору іншої зорі. Доплер стверджує, що його теорія підтверджується тим фактом, що для багатьох подвійних колір, вказаний в каталозі Струве, відрізняється від вказаного в старішому каталозі Гершеля, і приписує різницю зміні фази орбітального руху.
§ 8 Доплер представляє дві групи змінних зір, які, на його думку, можна пояснити його теорією для подвійних зір. Це ті «інші небесні світила», про які йдеться у назві статті.
- періодичні змінні зорі, які невидимі протягом більшої частини часу, і сяють червоним кольором на короткий час один раз за цикл. На думку Доплера, це подвійні зорі. Така зоря зазвичай невидима, оскільки випромінює інфрачервоне світло замість білого. На ділянці орбіти з максимальною радіальною швидкістю в напрямку Землі спостережувана частота на Землі зсувається від інфрачервоного до видимого червоного.
- «Нові зорі» (зокрема, дві наднові, Нова Тихо 1572 року та Нова Кеплера 1604 року), які раптово з'явилися, маючи білий колір у найяскравішій фазі, потім перетворюючись на жовтий і червоний і, нарешті, згасаючи. Відповідно до Доплера, вони також є подвійними зорями з надзвичайно високою швидкістю та довгим періодом[18]. Доплер припускає, що Сіріус, найяскравіша зоря на небі, належить до цієї групи, тому що деякі тексти з античності говорять, що його колір був червоним, а не білим, як зараз[19].

§ 9 Доплер зазначає, що орбітальна швидкість Землі (4,7 миль/с) надто низька (<33 миль/с), щоб призвести до візуально помітних змін кольору. Він визначає два фактори, які можуть призвести до високих орбітальних швидкостей подвійної зорі:
- Центральна зоря набагато важча за Сонце. За його розрахунками, підходять зорі, які в мільйон разів важчі за Сонце[20].
- Високоеліптична орбіта з невеликою перигелійною відстанню[21] (<1 а.о.).

Доплер припускає, що існують подвійні зорі, перигелійна швидкість яких перевищує швидкість світла. Астроном Літтроу припустив, що перигелійна швидкість візуальної подвійної зорі γ Діви майже дорівнює швидкості світла.
§ 10 Доплер підсумовує вищесказане та робить висновок, що його модель пояснює настільки багато явищ, теорія, на якій вона заснована, має бути правдивою. Він додає ще кілька припущень:
- Кольори подвійних зір не є сталими, вони будуть періодично змінюватися у фазі з орбітальним рухом.
- Зорі з § 8, які раптово (всього за кілька годин) з'являються, а потім поступово гаснуть і залишаються невидимими протягом багатьох років, є подвійними зорями з високоеліптичною орбітою і великою перигелійною швидкістю. Якщо еліптична орбіта знаходиться під кутом до напрямку на спостерігача, то така зоря може з'являтися швидше, ніж зникати.
- Коливання періоду змінних зір, таких як Міра (за даними Доплера, її період коливається між 328 і 335 днями), є результатом орбітального руху Землі.

§ 11 Висновок: Доплер очікує, що його теорія зсуву частоти буде прийнята, оскільки подібні аберації світла, пропорційні v/c (Ромера та Бредлі) вже були прийняті раніше. Доплер чекає, поки експерти вирішать, чи його аргументи є достатніми доказами. Він переконаний, що зрештою його принцип буде використаний для визначення швидкостей далеких зір.